# توماس بيرسون
توماس بيرسون (بالسويدية: Thomas Persson)‏ (و. 1947  م) هو لاعب كرة يد، من السويد، شارك في الألعاب الأولمبية الصيفية 1972.

## روابط خارجية
- توماس بيرسون على موقع أوليمبيديا (الإنجليزية)
- توماس بيرسون على موقع اللجنة الأولمبية السويدية (السويدية)